# Троща (Житомирський район)
Тро́ща — село в Україні, у Вільшанській сільській територіальній громаді Житомирського району Житомирської області. Населення становить 793 осіб.

## Історія
До наших днів дійшло дві легенди виникнення села. Згідно першої легенди на місці сьгоднішнього села Трощі стояв старий дубовий ліс, який називався Трущоби. Чоловік із Любара не хотів йти у військо та й оселився в цьому лісі. Згодом почали заселяти інші люди. Друга легенда переповідає, що на шляху Старокостянтинів-Бердичів-Київ неможливо було переїхати урочище, де нині розташоване село Троща, не потрощивши возів. Для цього люди трощили ліс і вимощували дорогу для дальшого проїзду. Можливо, що назва села походить від слова трощити.
Станом на 1885 рік у колишньому власницькому селі Карповецької волості Житомирського повіту Волинської губернії мешкало 1402 особи, налічувалось 217 дворових господарств, існували православна церква, школа, постоялий будинок, лавка, водяний і кінний млини.
Трощанська земля належала Василю Костянтиновичу Острозькому, воєводі Київському, якою володіла невістка Сузена Шередзенка — дружина воєводи Януша Острозького. На початку 19 століття власником цієї землі був Боримський (Бужинський). В 1712 році серед ставу, на острові, висипаному руками кріпаків, споруджено 12-ти метровий пам'ятник коневі, який врятував життя своєму панові під час битви в місті Тернао. В цьому ж році був споруджений менший пам'ятник собаці — вірному другу хазяїна.
Пізніше в 1892 році помістя Бужинського купив за 40 тисяч генерал Федір Трепов і віддав у посаг своїй дочці Софії Федорівні Нірод. Софія приїжджала в Трощу як на дачу лише в травні місяці, а решту часу жила в Петербурзі.
В 1745 році на кошти парафіян — руками сільських умільців була споруджена дерев'яна церква Івана Богослова, якій належало 45 га землі.
За переписом 1897 року кількість мешканців зросла до 2091 особи (1026 чоловічої статі та 1065 — жіночої), з яких 1992 — православної віри.
У 1921—1922 роках Троща була центром міцної антибільшовицької партизанської організації під керівництвом Тимофія Мельника та Василя Грунтенка. Перші терористичні акти проти функціонерів більшовицької влади та її представників у навколишніх селах організація почала здійснювати вже наприкінці листопада 1921 року. У 1922 році трощанські партизани об'єдналися з Волинською повстанською армією.

## Відомі люди
Соловйов Сергій Олегович (* 1988) — солдат Збройних сил України, учасник російсько-української війни.

## Галерея

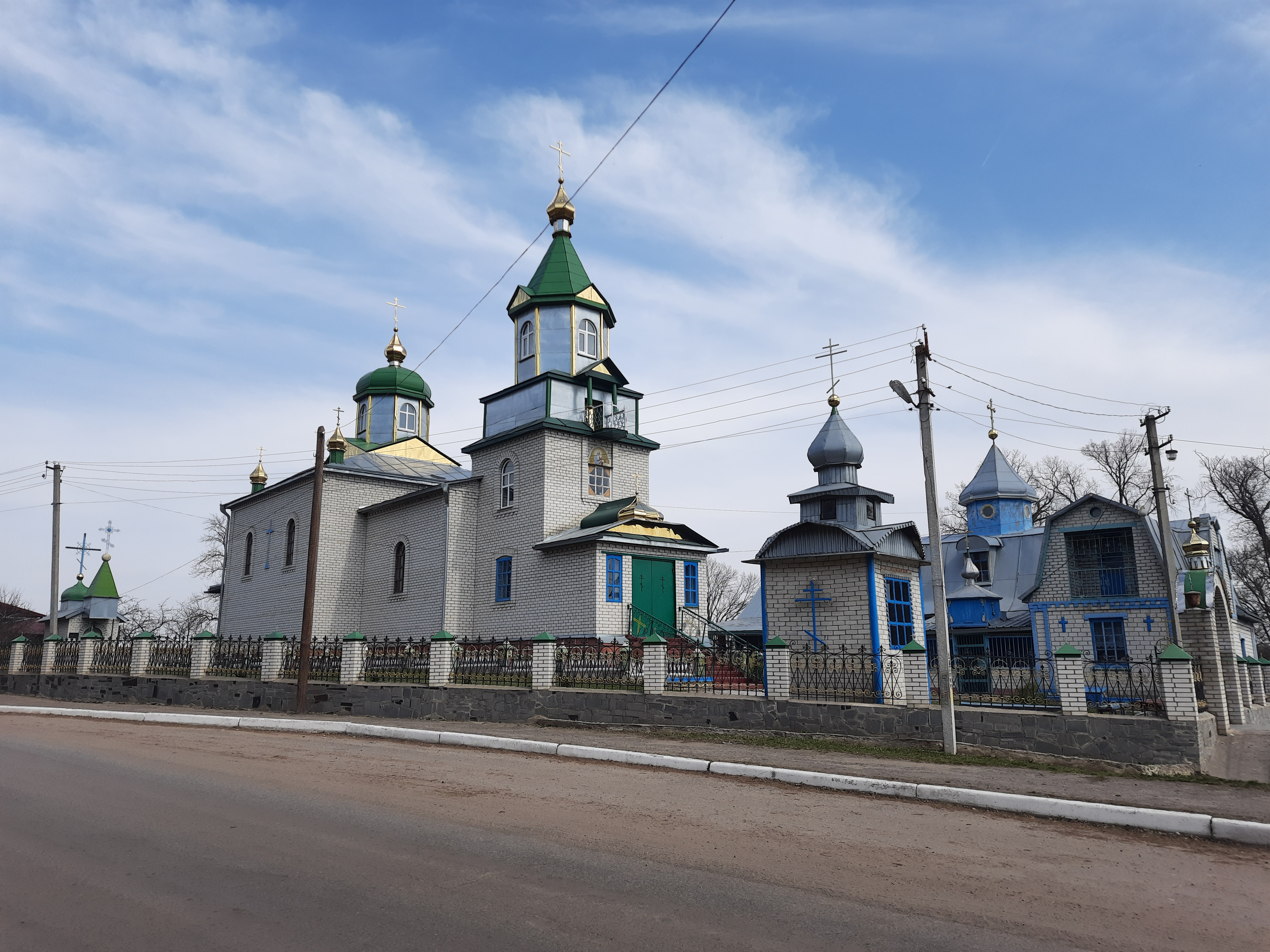
Церква Іоана Богослова
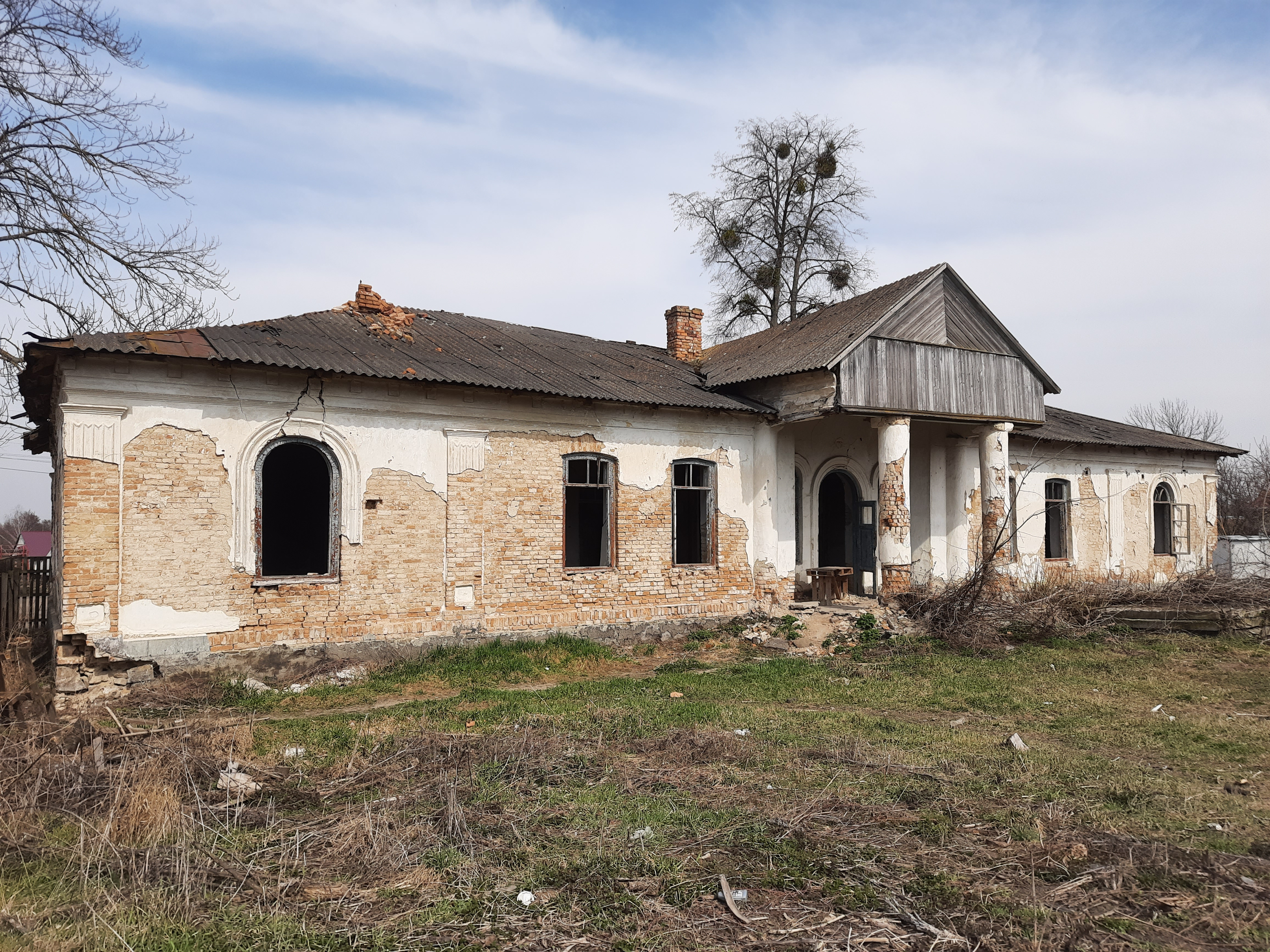
Маєток Буржинських. (Поч.19ст.)
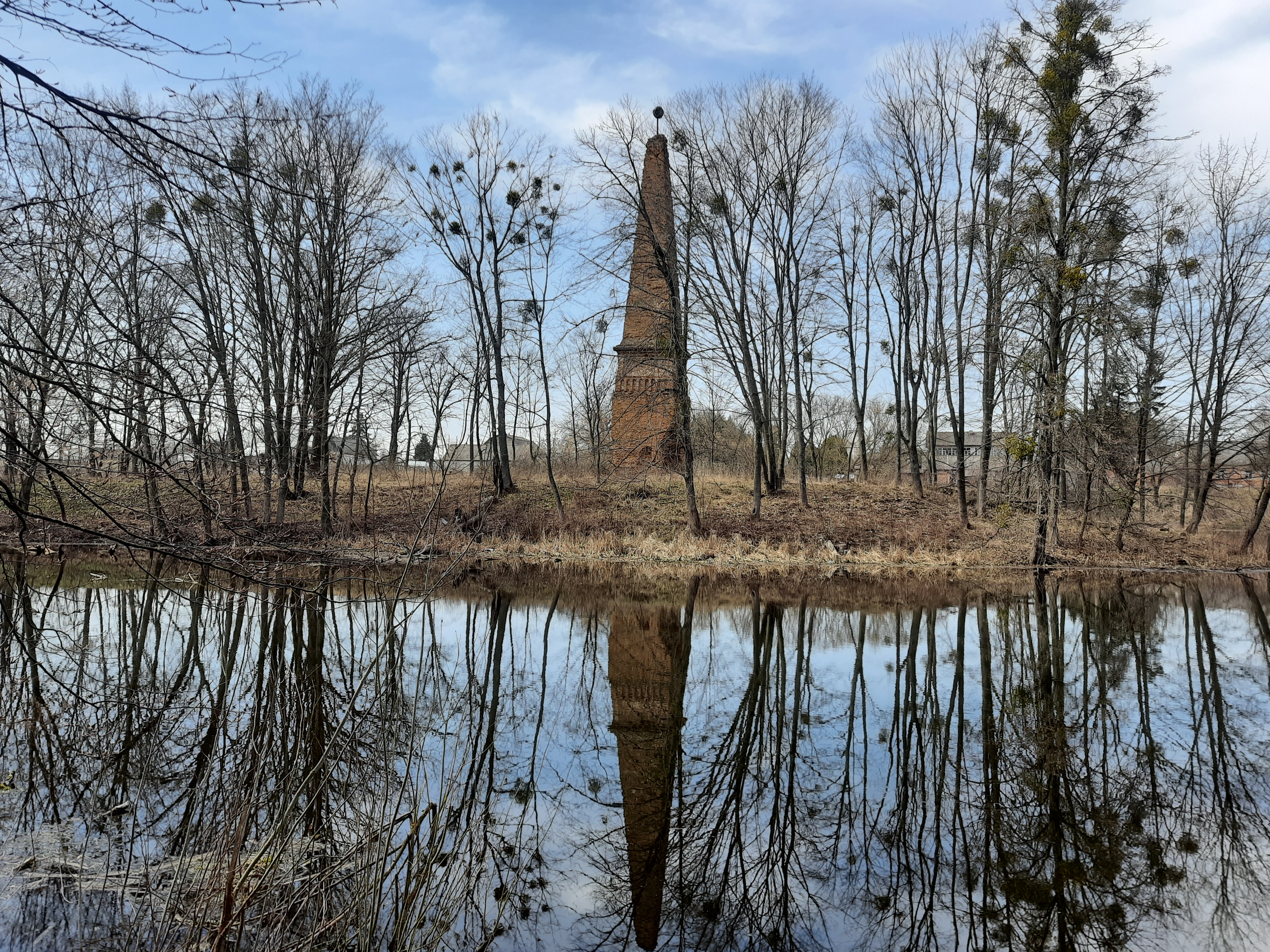
Пам'ятник коню
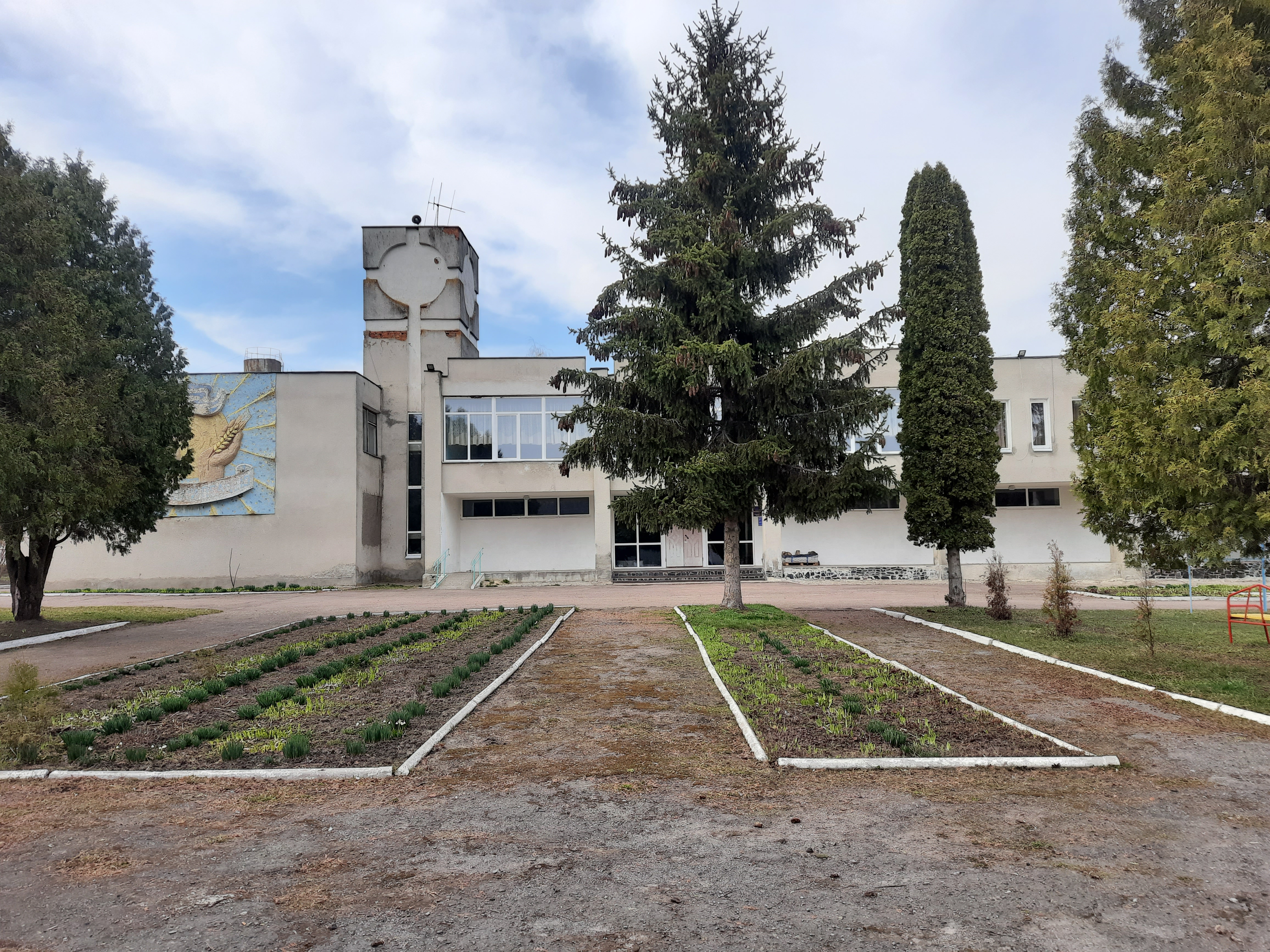
Будинок культури
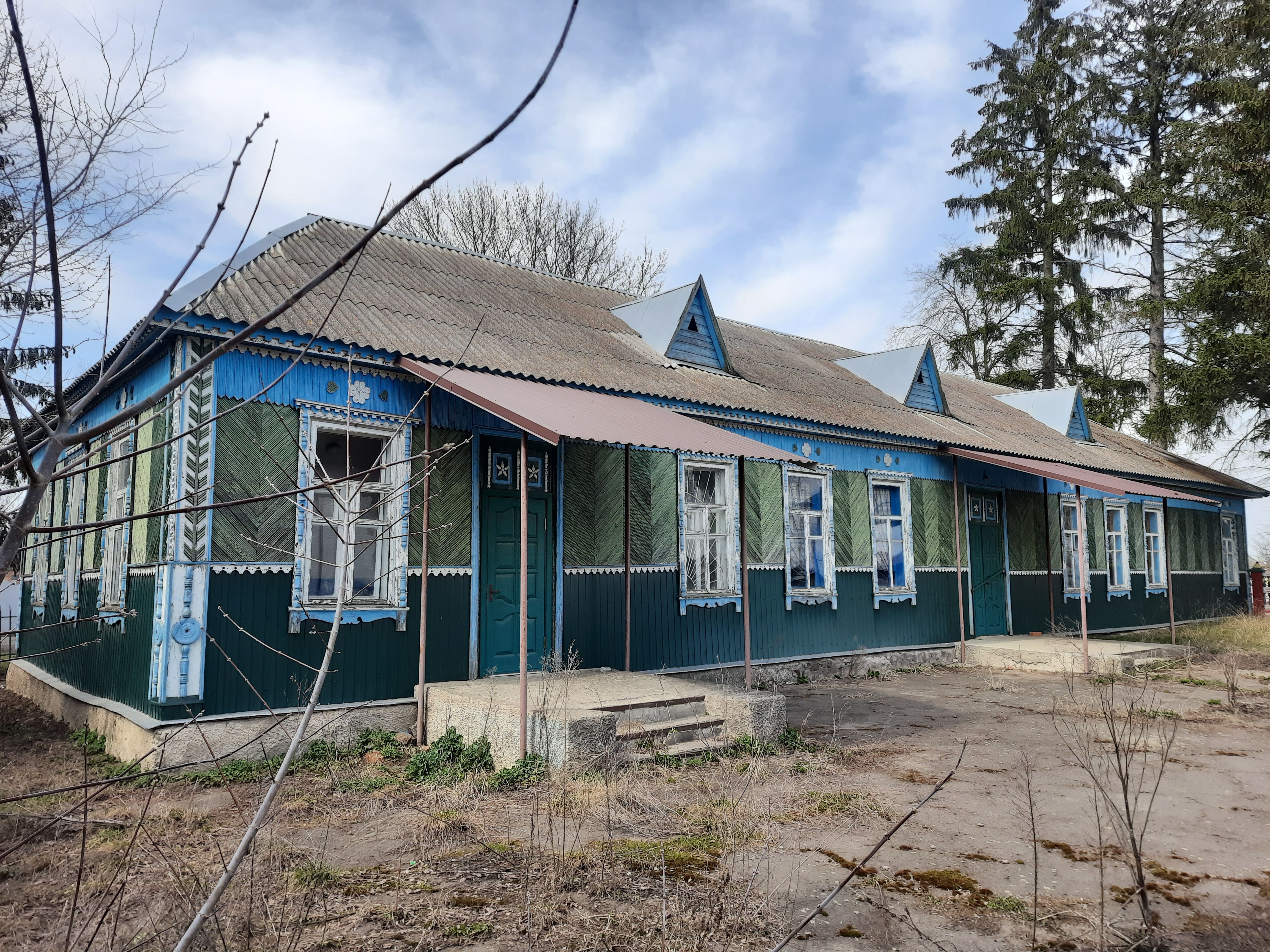
Будівля колишнього клубу
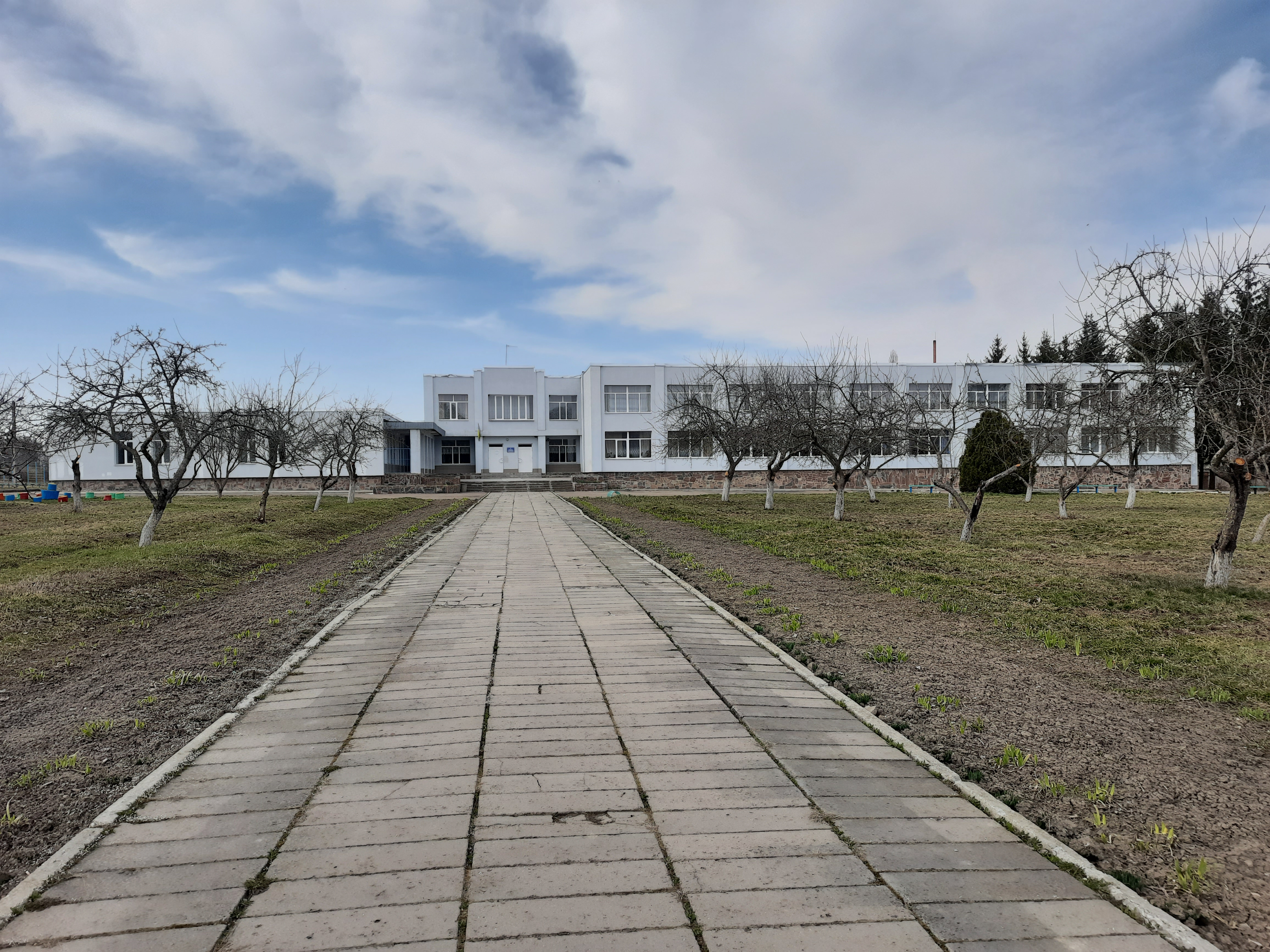
Школа
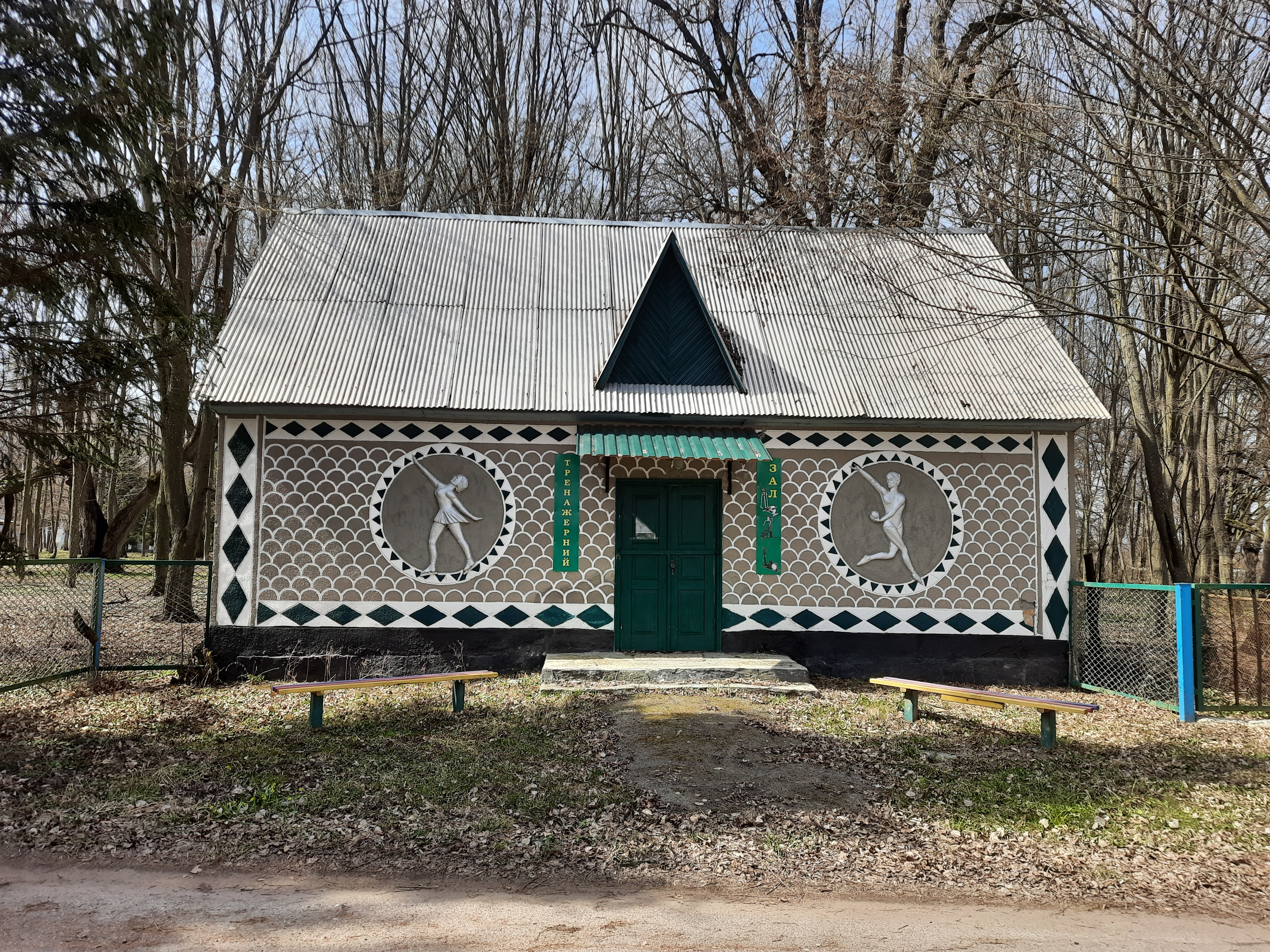
Табір "Юність."
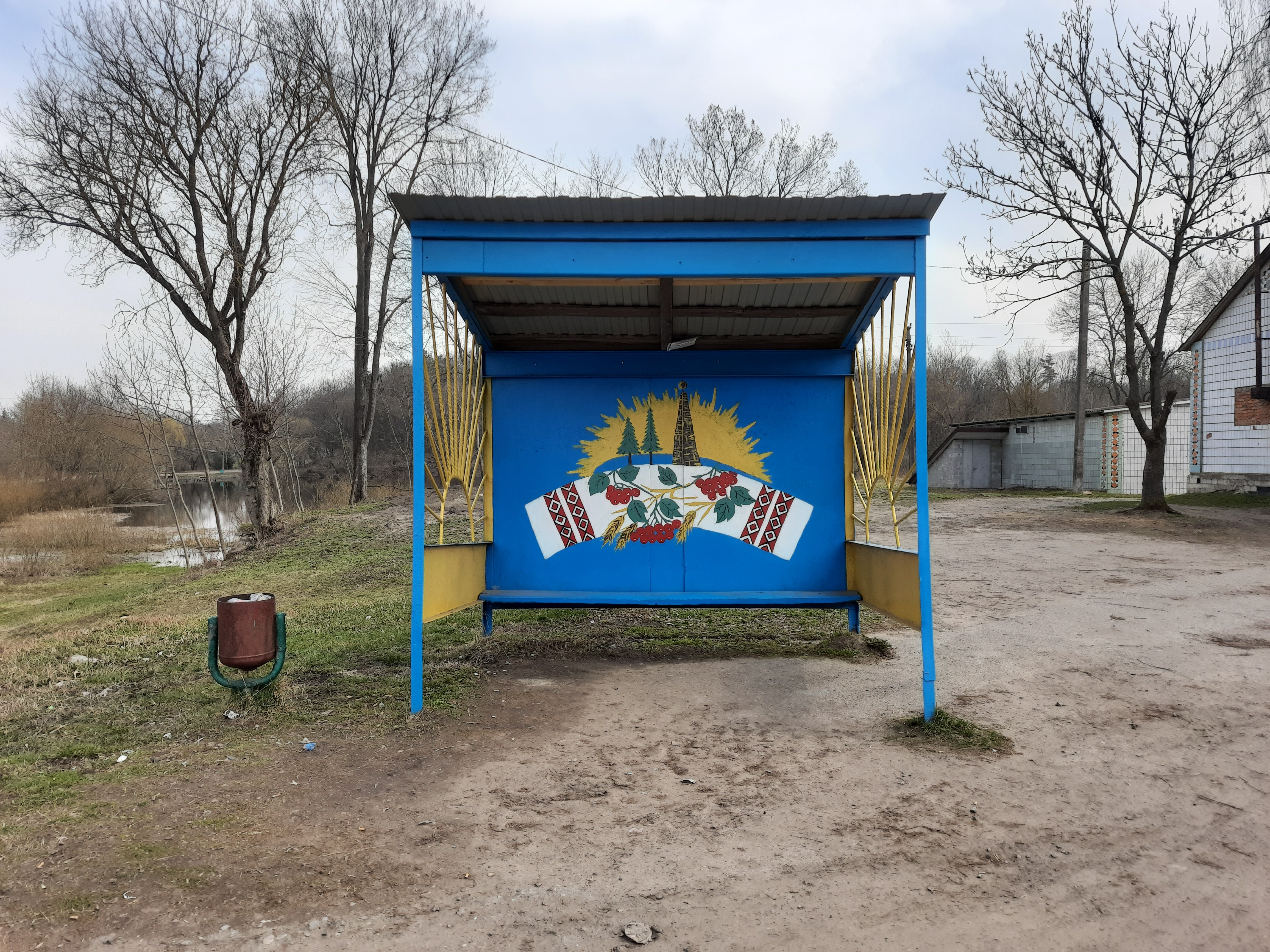
Автобусна зупинка
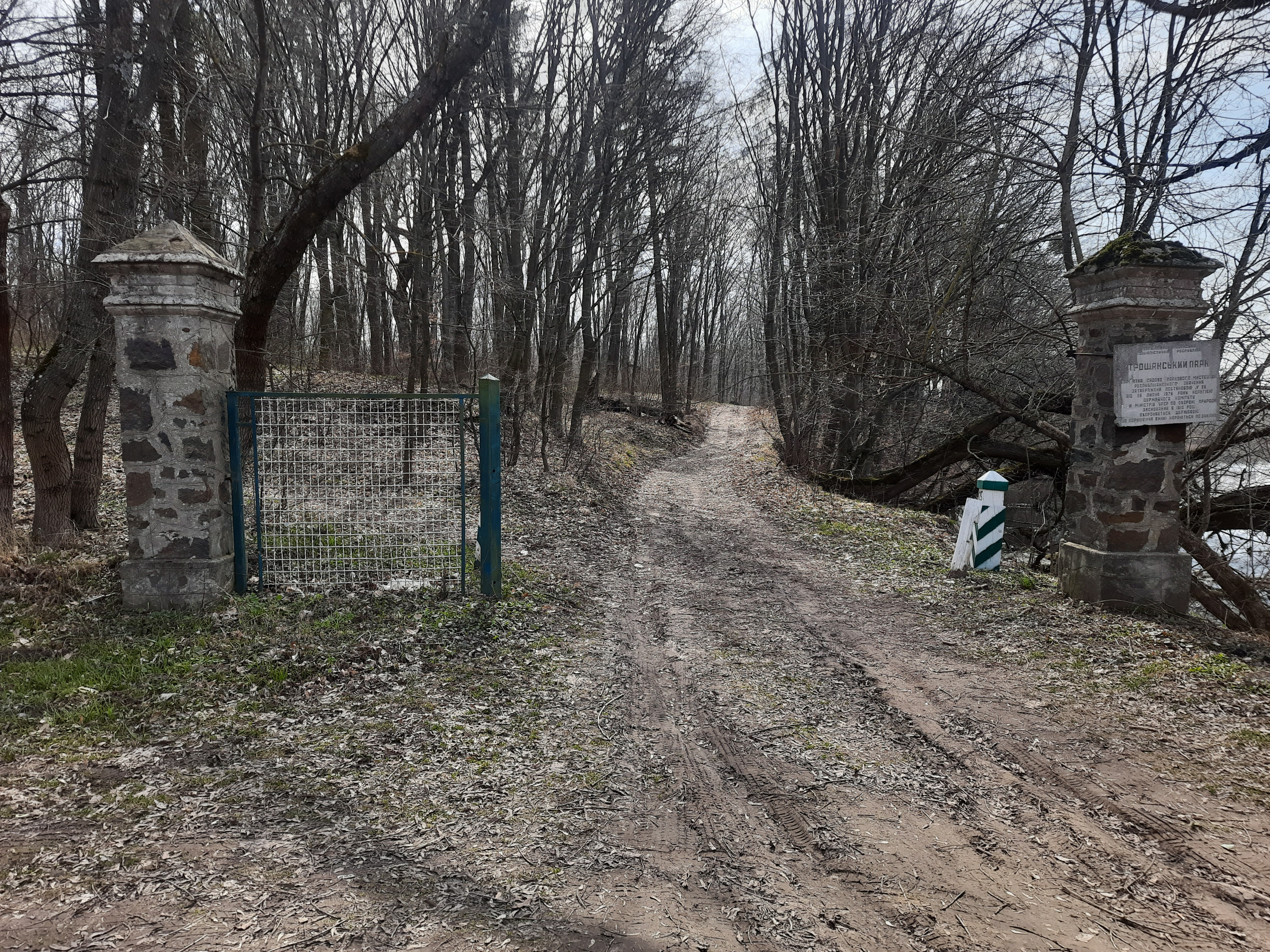
Вхід до старого парку
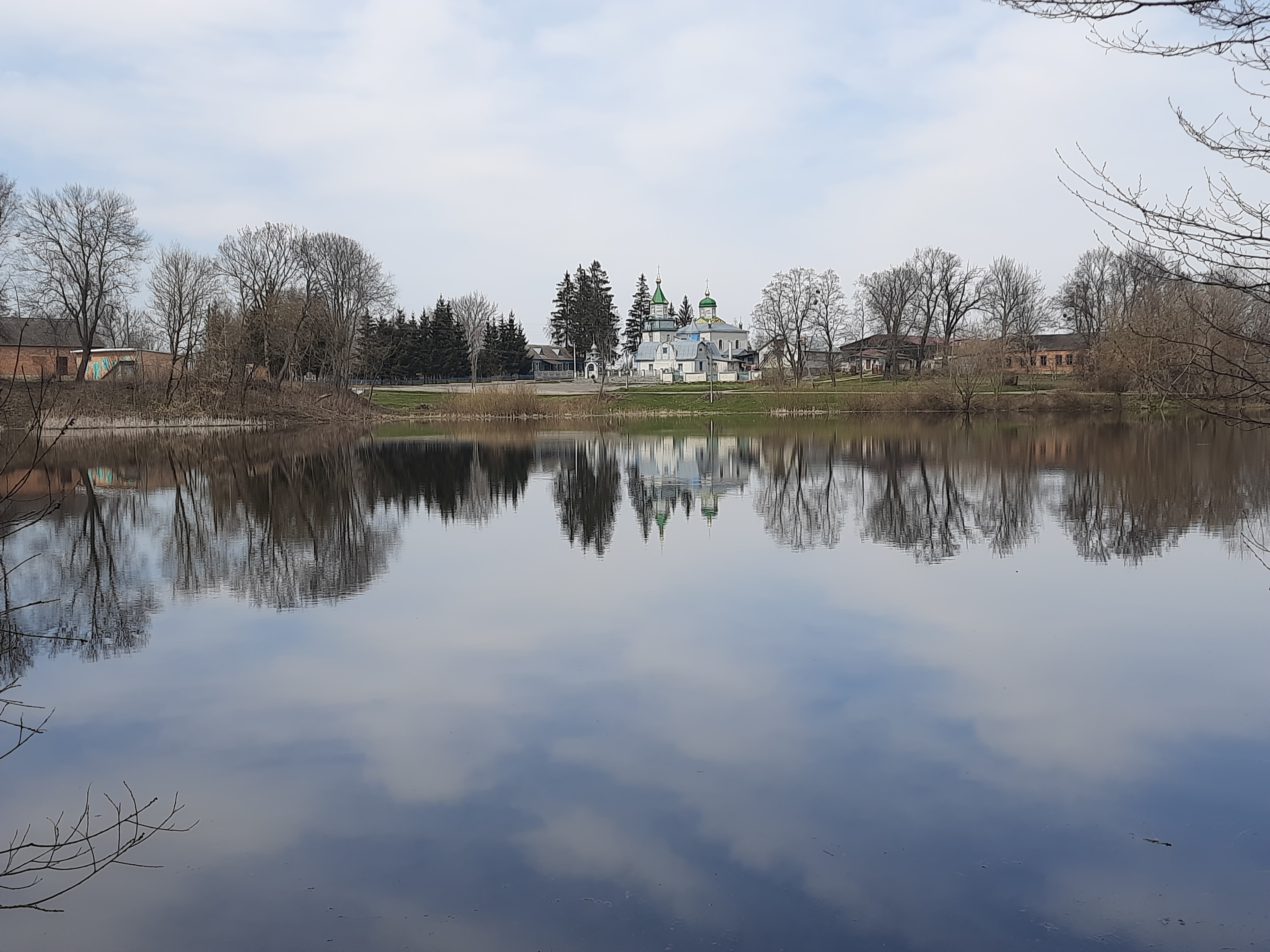
Став на річці Тетерів